# Serovo
Serovo (jusqu'en 1948 en finnois : Vammelsuu) est une commune urbaine sous la juridiction de Saint-Pétersbourg.

## Présentation
Situé sur les bords de la rivière Tchernaïa (en finnois : Vammeljoki), Vammelsuu est un ancien village finlandais et aujourd'hui l'un des districts municipaux du District de Kourortny de la ville de Saint-Pétersbourg.
Jusqu'à la cession territoriale de 1944, le village de Vammelsuu appartenait à la municipalité d'Uusikirkko, bordant Terijoki à l'est.
Comme son nom l'indique, Vammelsuu est à l'embouchure de la rivière Vammeljoki, qui coule du lac Vammeljärvi jusqu'au golfe de Finlande.
Pendant la guerre de continuation, l'extrémité sud de la ligne Vammelsuu–Taipale, se trouvait à Vammelsuu.